# Musées nationaux suisses

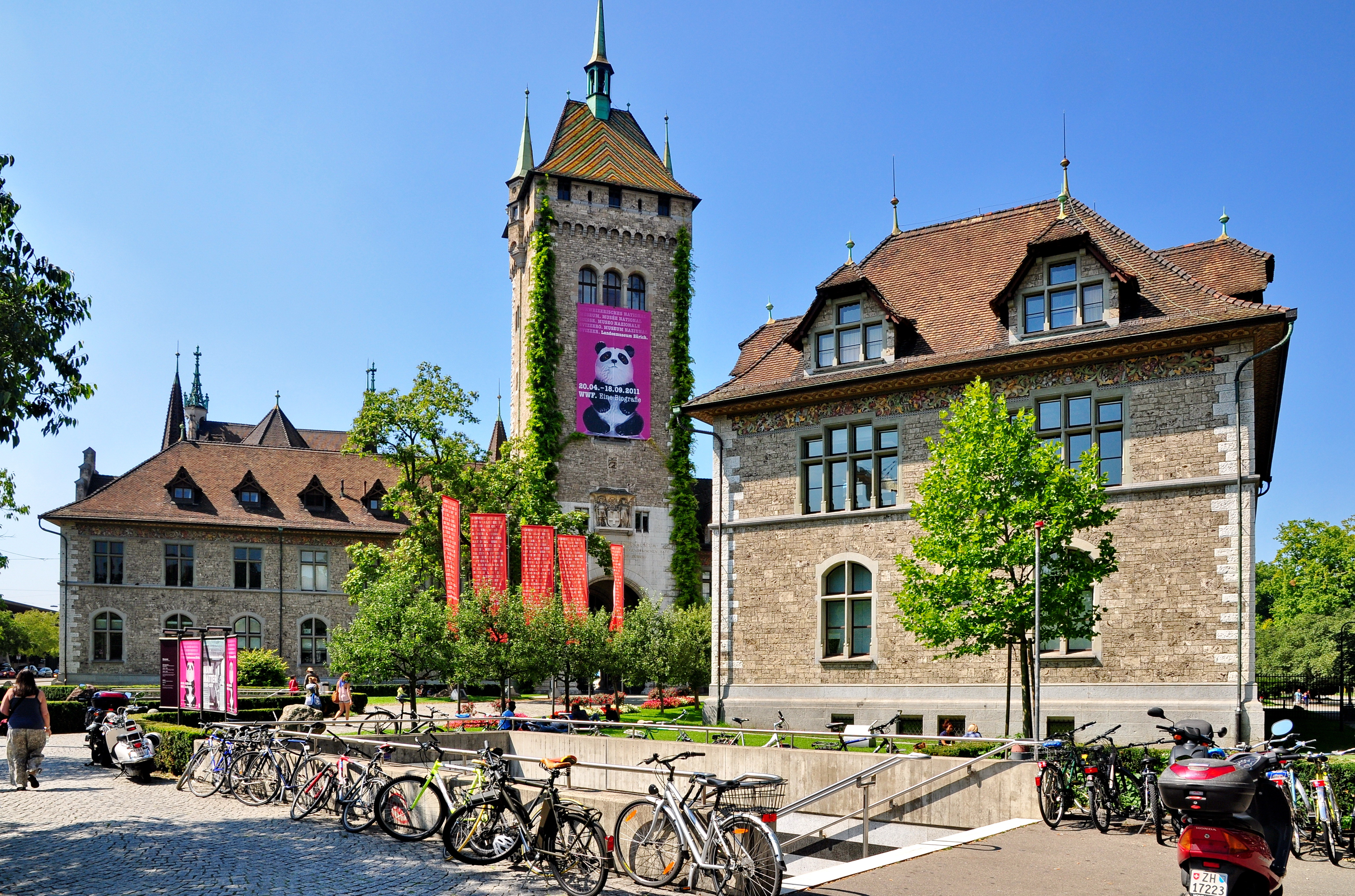
Le Musée national suisse à Zurich.

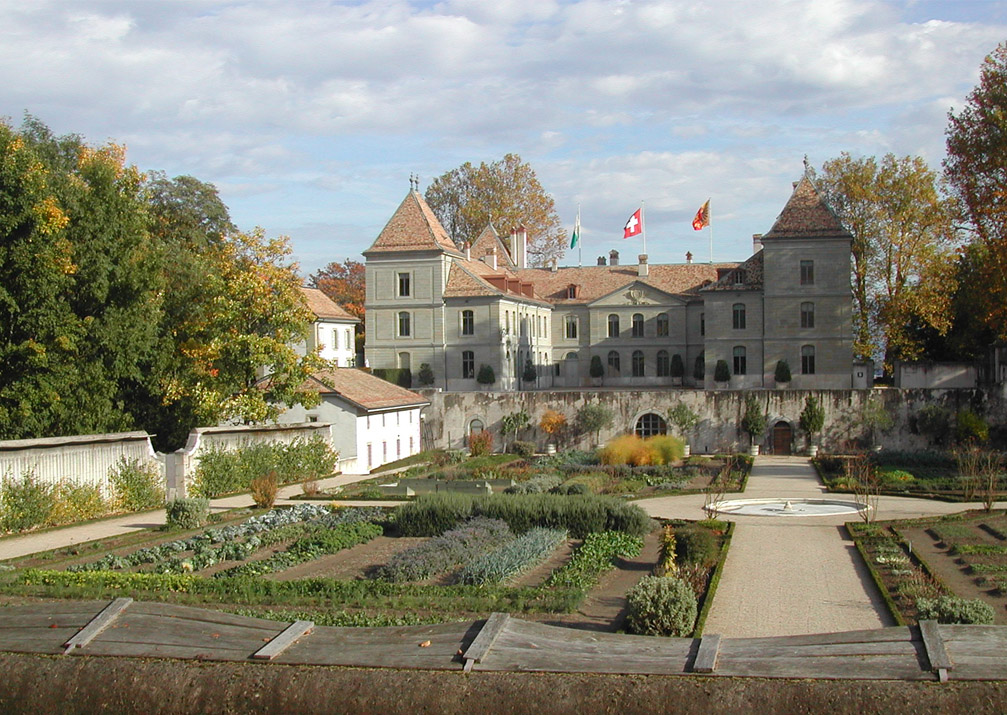
Le Musée national suisse - château de Prangins (canton de Vaud).

Les Musées nationaux suisses est une appellation regroupant huit musées répartis dans différentes régions de la Suisse. Le Groupe MUSEE SUISSE est la fondation de droit public qui les représente.
Ces musées dépendent directement de la Confédération, Office fédéral de la culture (OFC), et le siège est à Zurich.
Ils présentent la culture et l'histoire de la Suisse. Avec plus d'un million d'objets réunis les huit musées nationaux représentent la plus importante collection culturelle de Suisse couvrant la période de la Préhistoire à nos jours. Une bibliothèque et une photothèque complètent l’offre.

## Liste des musées
- Musée national suisse (allemand : Schweizerisches Landesmuseum), Zurich : de la préhistoire au 21e siècle
- Musée national suisse - château de Prangins : développement économique, social et culturel aux 18e et 19e siècles

font en outre partie les musées thématiques : 
- Schlossdomäne Wildegg (Argovie)
- Forum de l'histoire suisse (allemand : Forum der Schweizer Geschichte), Schwytz : la vie quotidienne sur le territoire de la Suisse actuelle entre 1300 et 1800
- Musée des automates de musique (allemand : Museum für Musikautomaten), Seewen, fondé par Heinrich Weiss-Stauffacher en 1979. La collection couvre les années 1750-1940
- Musée Bärengasse, Zurich : Zurich entre 1750 et 1800
- Zunfthaus zur Meisen, Zurich : porcelaine
- Musée suisse des douanes (allemand : Schweizerisches Zollmuseum, italien : Museo delle dogane Svizzero), Cantine di Gandria